# カスモサウルス亜科
カスモサウルス亜科（カスモサウルスあか、Chasmosaurinae）は、1915年に古生物学者ローレンス・ラムによって提唱された角竜の恐竜の分類群。ケラトプス亜科（Ceratopsinae）ともいう。
同じケラトプス科に所属するセントロサウルス亜科と比べフリルが大きめで上眼窩角が発達している。この2つの特徴は実際に、このタクサの定義として扱われている。

## 主な属
- ペンタケラトプス Pentaceratops
- アグジャケラトプス Agujaceratops
- カスモサウルス Chasmosaurus
- アンキケラトプス Anchiceratops
- アリノケラトプス Arrhinoceratops
- コスモケラトプス Kosmoceratops
- エオトリケラトプス Eotriceratops
- トロサウルス Torosaurus
- ネドケラトプス Nedoceratops
- トリケラトプス Triceratops
- コアフイラケラトプス Coahuilaceratops
- シエラケラトプス Sierraceratops